# Mi novia es una extraterrestre
Mi novia es una extraterrestre es una película de comedia y ciencia ficción dirigida por Richard Benjamin, producida por Franklin R. Levy y Ronald Parker y protagonizada por Kim Basinger, Dan Aykroyd, Jon Lovitz y Alyson Hannigan. Se estrenó en 1988.

## Trama
Steven Mills (Dan Aykroyd) es un científico obsesionado con la vida en otros planetas y un día envía una señal al espacio que es recibida en un extraño planeta en vías de extinción. Desde allí, y con tal de sonsacarle información y ayuda al científico, envían a una extraterrestre llamada Celeste (Kim Basinger). Steven se enamora de ella y ésta deberá no sólo esconder su procedencia haciéndose pasar por una extranjera de los Países Bajos, sino aprender a sobrevivir en la Tierra.

## Elenco
| Personaje                    | Intérprete      |
| ---------------------------- | --------------- |
| Steven Mills                 | Dan Aykroyd     |
| Celeste                      | Kim Basinger    |
| Jessie Mills, hija de Steven | Alyson Hannigan |
| Ron Mills, hermano de Steven | Jon Lovitz      |
| Lucas Budlong                | Joseph Maher    |
| Fred Glass                   | Seth Green      |
| La voz del bolso             | Ann Prentiss    |
| Grady                        | Ann Prentiss    |
| Jefe del consejo             | Tony Jay        |
| Segundo en comando           | Peter Bromilow  |
| Cajera                       | Nina Henderson  |
| Voz de Carl Sagan            | Harry Shearer   |
| Doctor Morosini              | Adrian Sparks   |
| Lexie, amiga de Jessie       | Juliette Lewis  |
| Ellen, amiga de Jessie       | Tanya Fenmore   |

## Recepción
La película recaudó en su primera semana $2.066.980, situándose en el lugar número 7. Mostrada en 1.148 salas, obtuvo una recaudación estadounidense de $13.854.000 considerando su presupuesto que fue de $16.000.000.

## Críticas
La película no obtuvo críticas favorables y prueba de ello es que la página Rotten Tomatoes la calificó con un 13%, de 15 críticas totales, 2 fueron frescos y 13 podridos, con un promedio de 3.6 de 10, los usuarios la calificaron con un 44%.